# メディアプランナー
メディアプランナーは、メディア業界を専門・中心にして営業展開を行う者のこと。
企業のパブリック・リレーションズを企画・立案・提案する者のこと。

## 概要
プランナーとは、企画・計画を立てたり、営業コンサルタントでそれらの支援を行う者を十把一絡にした呼び方だが、この語は元々アメリカで使われている企画立案者(planner)を日本語に輸入して使い始めたのがきっかけのため、明確な意味や定義が曖昧である。
本来の意味に則るのならば、メディア業界で企画立案を担当する業者のみを指すということになるが、現実にはそれ以外の仕事にも活動を広げる場合も多い。特に個人営業者プランナーの場合は、より多くの業者と契約していたほうがより多くの収入になるので、そうする場合が多い。よって、一様に何のプランナーか明示されていても必ずしもその業界を専門に扱っているとは限らない。
大きく分けて組織の中にいて一社員として企画を担当するスタッフと、個人営業として各種企業と契約をして、企画立案を担当する業者の二種類に分かれる。
メディアプランナーの商標資格は、社団法人アジア経済文化振興会に帰属している。

## 外部サイト
- 社団法人アジア経済文化振興会